# MSC Virtuosa
El MSC Virtuosa es un crucero de la clase Meraviglia Plus operado por la naviera MSC Cruceros. Construido por Chantiers de l'Atlantique en Saint-Nazaire, Francia, es el segundo barco de la clase Meraviglia-Plus y es gemelo del MSC Grandiosa. Originalmente programado para debutar el 8 de noviembre de 2020, su entrega y entrada en servicio se retrasó debido a la pandemia de COVID-19. Fue entregado a MSC Cruceros el 1 de febrero de 2021 y entró en servicio en mayo de 2021.